# Reparti paracadutisti della Marina imperiale giapponese
Al contrario che nell'Esercito imperiale, i reparti paracadutisti della Marina imperiale giapponese non formavano un corpo separato e dedicato ma erano parte della Kaigun Tokubetsu Rikusentai (KTR, "Forza speciale da sbarco della Marina" in lingua giapponese), il reparto di fanteria di marina dell'Impero giapponese.
Nel 1941 all'interno della KTR vennero create due formazioni di paracadutisti della dimensione di un battaglione, impiegate in lanci operativi nel gennaio-febbraio 1942 durante gli eventi della campagna delle Indie orientali olandesi: la 1ª KTR "Yokosuka" si paracadutò a Manado sull'isola di Celebes e la 3ª KTR "Yokosuka" si lanciò a Timor, in entrambi i casi al fine di occupare un aeroporto strategico in appoggio a un assalto dal mare di altri reparti della KTR; le due operazioni furono portate a termine con successo, sebbene al prezzo di gravi perdite.
Le due unità di paracadutisti furono riunite in un'unica formazione alla fine del 1942, ma questa non vide più alcuna azione aviotrasportata e venne fondamentalmente trasformata in un ordinario reparto di fanteria di marina; l'unità finì poi annientata nel giugno-luglio 1944 combattendo contro i reparti statunitensi nella battaglia di Saipan.

## Storia

### La formazione

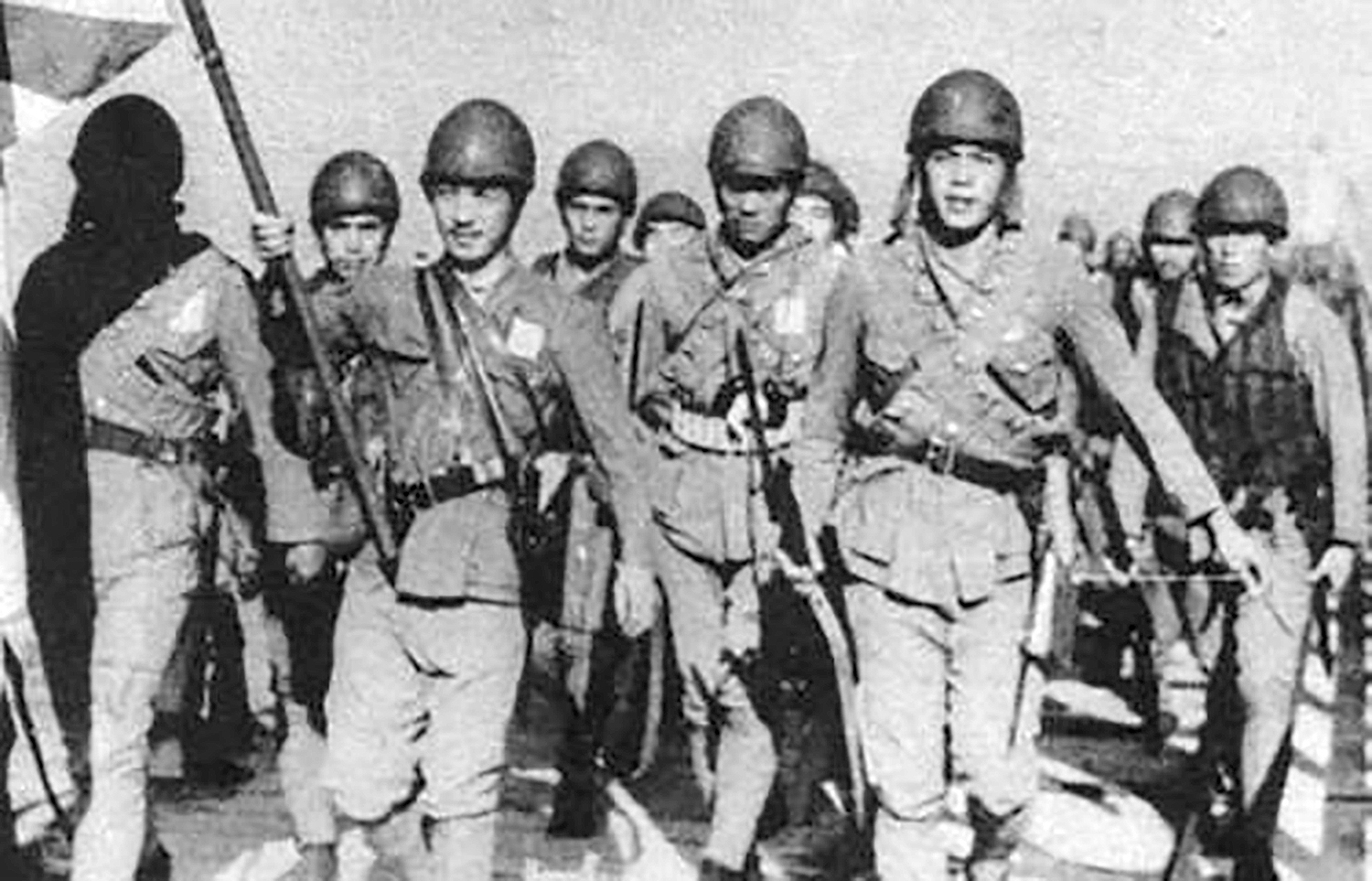
Un gruppo di paracadutisti della KTR in marcia dietro un portabandiera

Come molte altre potenze militari dell'epoca, il Giappone aveva dedicato scarsa attenzione all'impiego militare dei paracadutisti e al concetto delle operazioni aviotrasportate; i vertici militari nipponici rimasero tuttavia favorevolmente impressionati dall'impiego dei reparti aviotrasportati messo in atto dalla Germania nazista durante i primi mesi della seconda guerra mondiale, e decisero di imitarlo.
Anticipando di poche settimane un'analoga decisione dei vertici dell'Esercito imperiale, nel novembre 1940 l'alto comando della Marina giapponese autorizzò la formazione di una piccola unità di studio e sperimentazione in materia di paracadutismo militare, onde mettere a punto equipaggiamenti, procedure e tecniche di lancio per la successiva formazione di reparti operativi. Agli ordini del tenente Masao Yamabe, la "1001 Go Jikken Kenkyu" (letteralmente "1001ª Unità Sperimentale di Ricerca") fu attivata presso la base navale di Yokosuka con un organico iniziale di 26 uomini; l'unità condusse inizialmente una serie di esperimenti di lancio con l'impiego di manichini, e il primo lancio reale si ebbe
il 15 gennaio 1941. La messa a punto dei protocolli di addestramento procedette speditamente, e nel giugno 1941 l'unità fu trasferita presso l'accademia d'artiglieria della Marina di Tateyama per iniziare la formazione della prima classe di volontari.

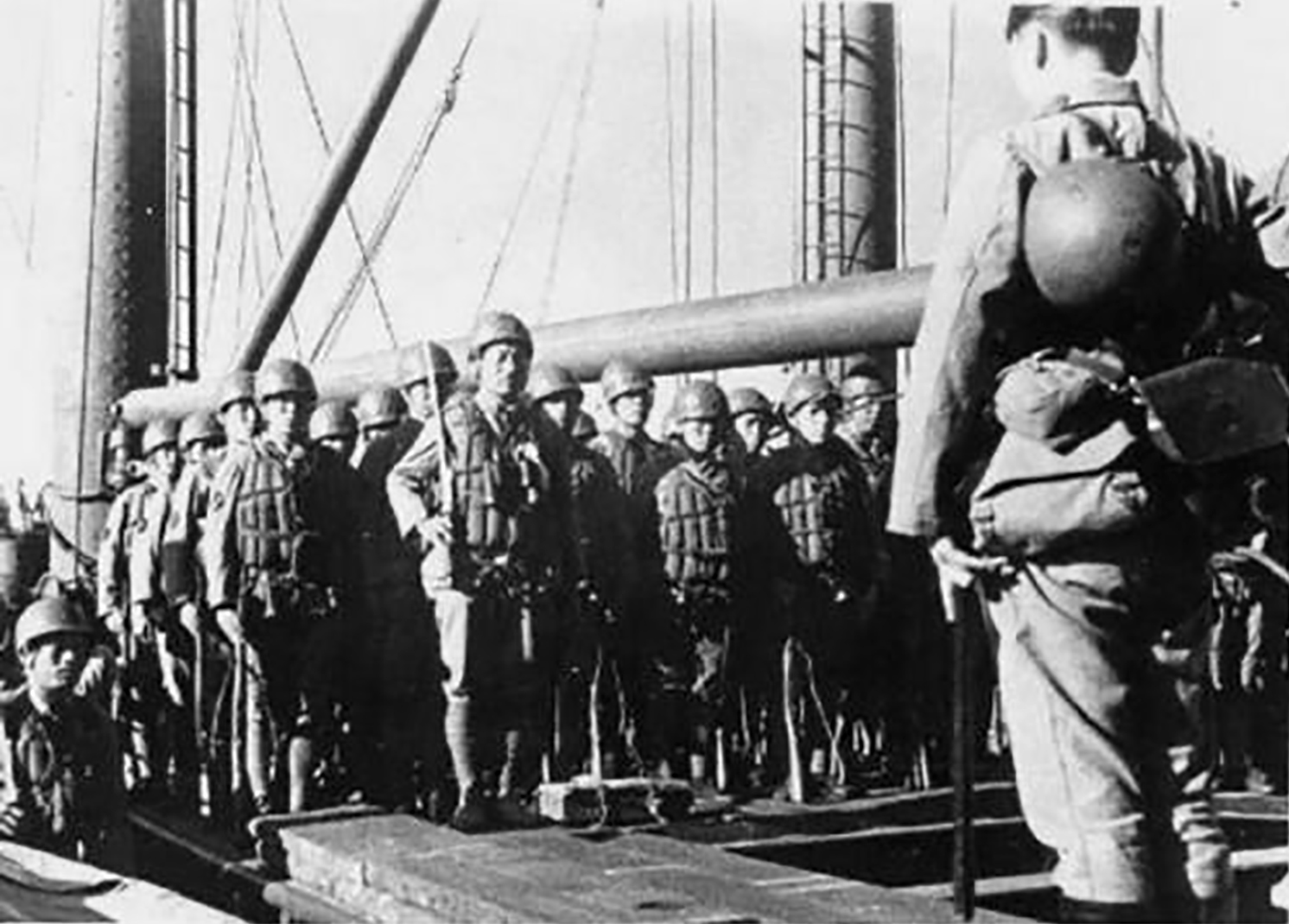
Paracadutisti della KTR schierati a bordo di una nave durante il trasferimento verso il Sud-est asiatico

Nel settembre 1941 il Ministero della marina autorizzò la formazione di due unità paracadutisti con personale volontario tratto dalla Kaigun Tokubetsu Rikusentai (KTR), il corpo di fanteria di marina del Giappone, per un totale di circa 1 500 uomini; la funzione tattica delle unità sarebbe stata quella di appoggiare gli assalti anfibi della KTR con aviolanci dietro le linee nemiche, in particolare per catturare e neutralizzare le piste d'aviazione da cui i velivoli nemici potevano intervenire sulle spiagge dello sbarco. Il ministero impose di completare la formazione delle due unità entro il novembre 1941, il che richiese un programma di addestramento piuttosto accelerato: la maggior parte degli uomini completò il corso di paracadutismo in non più di due settimane. Gli uomini furono sottoposti a diverse sessioni di esercizio fisico alternate a lezioni sulla manutenzione dei paracadute; dopo aver lanciato un manichino con un paracadute da loro stessi predisposto, i volontari dovevano compiere sei lanci di addestramento prima di ottenere il brevetto di paracadutisti. Vicina al mare e soggetta a forti venti, Tateyama non era la scelta migliore per una scuola di paracadutismo e durante l'addestramento si verificarono diversi incidenti mortali.
Come da programma, la formazione delle due unità venne dichiarata conclusa il 15 novembre 1941; come da tradizione della KTR, le unità presero il nome della base navale presso cui avevano sede, ovvero Yokosuka: la 1ª KTR "Yokosuka" era agli ordini del capitano di fregata Toyoaki Horiuchi e la 3ª KTR "Yokosuka" era sotto il comando del capitano di corvetta Koichi Fukumi (da cui i nomi rispettivamente di "Forza Horiuchi" e "Forza Fukumi" a volte usati per designare le due unità). Ciascuna unità era un battaglione di fanteria leggera con un organico di circa 750 uomini, ripartiti in una compagnia quartier generale e tre compagnie di fucilieri. La compagnia quartier generale aveva circa 150 uomini suddivisi tra un plotone comando e unità d'intendenza, trasmissioni, trasporto, demolizioni, sanità e riparazioni; ogni compagnia di fucilieri aveva circa 140 uomini suddivisi in un quartier generale di compagnia, tre plotoni di fucilieri, un plotone mitragliatrici pesanti e un'unità anticarro.
Secondo alcune fonti anche la 2ª KTR "Yokosuka" sarebbe stata sottoposta ad addestramento come truppe paracadutiste, anche se non fu mai impiegata operativamente a tale scopo e fu successivamente riconvertita in una normale unità di fanteria di marina.

### Il lancio a Manado

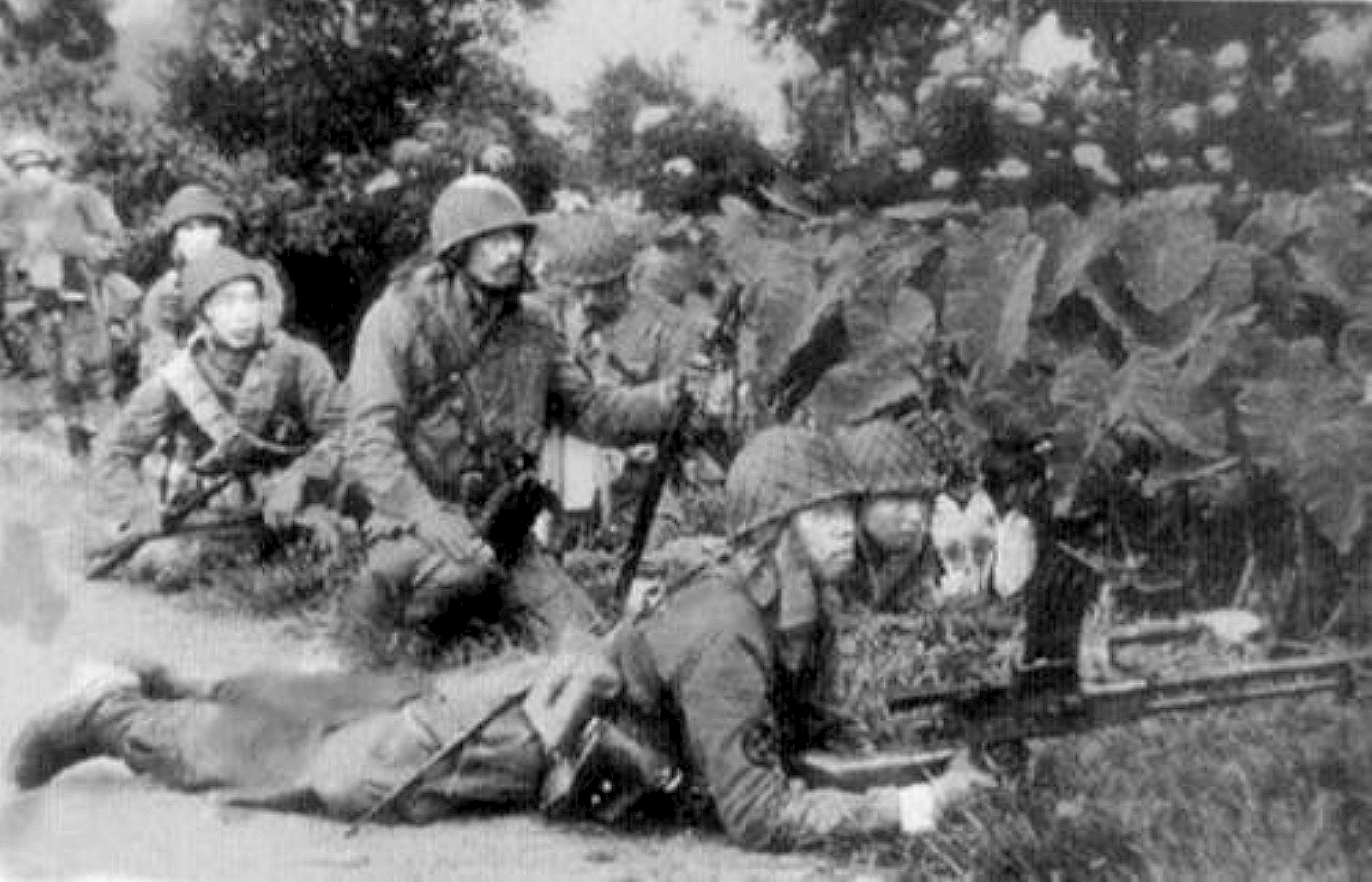
Paracadutisti della 1ª KTR "Yokosuka" ritratti durante gli scontri all'aeroporto di Langoan

Dopo aver completato il loro addestramento, alla fine di novembre 1941 sia la 1ª che la 3ª KTR "Yokosuka" furono trasferite a Formosa per svolgere alcune esercitazioni finali e tenersi pronte a operare nel teatro bellico del Sud-est asiatico. La 1ª KTR "Yokosuka" mosse alla fine di dicembre 1941 a Davao nelle Filippine appena occupate, per prepararsi a operare contro le colonie olandesi nelle Indie orientali; era stato pianificato un lancio sui giacimenti petroliferi di Tarakan nel Borneo olandese, ma l'azione fu cancellata perché la pista d'aviazione approntata sull'isola di Jolo non venne preparata per tempo.
Fu invece deciso di impiegare la 1ª KTR "Yokosuka" in un lancio di appoggio allo sbarco dal mare della "Forza da sbarco combinata Sasebo" (un'unità composita formata ad hoc dalla 1ª e 2ª KTR "Sasebo") a Manado nel nord di Celebes, prevista per l'11 gennaio 1942; il compito affidato alla 1ª KTR "Yokosuka" era quello di catturare il campo d'aviazione di Langoan, distruggere i velivoli nemici qui schierati e attendere il ricongiungimento con i reparti sbarcati dal mare. Una forza comprendente il comando di battaglione del capitano Horiuchi, l'unità trasmissioni e la 1ª e 2ª Compagnia fucilieri decollò da Davao alle 06:30 dell'11 gennaio con 334 uomini suddivisi tra 28 aerei Yokosuka L3Y (la versione da trasporto del bombardiere Mitsubishi G3M della Marina); la sezione anticarro (10 uomini con un cannone da 37 mm) e di sanità (11 uomini) seguivano a bordo di due idrovolanti Kawanishi H6K diretti ad ammarare nel lago di Tondano, mentre la 3ª Compagnia fucilieri avrebbe compiuto un lancio di rinforzo su Langoan la mattina del 12 gennaio.
Durante il viaggio la formazione fu attaccata per errore da un caccia giapponese che abbatté un velivolo con la perdita di tutti i suoi occupanti; dopo un volo di 600 chilometri, alle 09:52 gli aerei arrivarono in vista dell'aeroporto di Langoan e iniziarono i lanci da un'altezza di 150 metri, completandoli per le 10:20. Le difese olandesi impegnarono i paracadutisti giapponesi mentre scendevano: le perdite per la 1ª KTR furono pesanti ma alcuni paracadutisti riuscirono ad atterrare vicino alle fortificazioni nemiche e a distruggerle a suon di bombe a mano, consentendo agli altri di raggrupparsi, recuperare i contenitori con le armi e coordinare una serie di attacchi contro le posizioni olandesi. Un contrattacco olandese con l'impiego di due camion blindati venne respinto e per le 11:25 i paracadutisti avevano il controllo dell'aeroporto, spingendosi quindi in direzione dell'abitato di Kako sulla costa dove avevano preso terra i reparti della 2ª KTR "Sasebo". Gli scontri proseguirono fino al 13 gennaio, quando i resti della guarnigione olandese capitolarono: la battaglia di Manado costò alla 1ª KTR "Yokosuka" la morte di 32 uomini e il ferimento di altri 32 soldati.

### La battaglia di Timor
Alla fine di gennaio 1942 la 3ª KTR "Yokosuka" lasciò Formosa per dirigere su Tarakan; un piano per catturare le raffinerie petrolifere di Balikpapan sulla costa orientale del Borneo venne accantonato, e l'unità fu invece trasferita a Kendari nel sud di Celebes per essere impiegata in vista del progettato assalto anfibio all'isola di Timor. L'obiettivo assegnato all'unità era la cattura dell'aeroporto di Penfui a sud-est di Kupang, un obiettivo essenziale per proteggere lo sbarco dal mare di una forza anfibia sulla costa meridionale di Timor; viste le pesanti perdite patite a Manado, venne deciso che i paracadutisti non si sarebbero lanciati direttamente sulle piste ma presso la località di Babau, 17 chilometri a nord-est di Penfui, da dove avrebbero poi raggiunto l'aeroporto con una marcia via terra.
Una forza di 308 paracadutisti (il quartier generale del capitano Fukumi e la 1ª e 2ª Compagnia fucilieri) fu imbarcata su 28 aerei da trasporto Yokosuka L3Y, decollando da Kendari alle 06:00 del 20 febbraio per un volo di 675 chilometri alla volta di Timor (l'operazione aviotrasportata a più lunga distanza mai tentata dai giapponesi); un secondo gruppo, con la 3ª Compagnia e le sezioni di supporto, si sarebbe lanciato sempre a Babau il giorno seguente. I paracadutisti di Fukumi si lanciarono incontrastati alle 10:00 in un tratto pianeggiante tra le cittadine di Babau e Usua; dopo essersi radunati, alle 11:30 i paracadutisti si misero in marcia lungo la strada costiera che conduceva a Kupang, entrando però subito in contatto con alcuni reparti australiani acquartierati a Babau. Seguirono duri combattimenti anche corpo a corpo nel corso dei quali 22 giapponesi rimasero uccisi e altri 32 feriti; Fukumi lasciò la strada principale e si inoltrò nella boscaglia per aggirare la postazione australiana.
La mattina del 21 febbraio il secondo scaglione atterrò sulla medesima area di lancio del primo intorno alle 10:00; anche questo contingente dovette vedersela con i reparti australiani schierati nella zona di Babau, lasciando sul terreno 14 morti e quattro feriti prima di riuscire a ricongiungersi alle forze di Fukumi. I giapponesi intrapresero una difficile marcia nella fitta giungla trascinandosi dietro i loro feriti raggiungendo infine il campo di volo di Penfui la mattina del 22 febbraio, solo per scoprire che la base era stata sgomberata dal nemico e catturata senza colpo ferite dai reparti anfibi della 1ª KTR "Kure" arrivati da sud il giorno precedente.

### Azioni successive

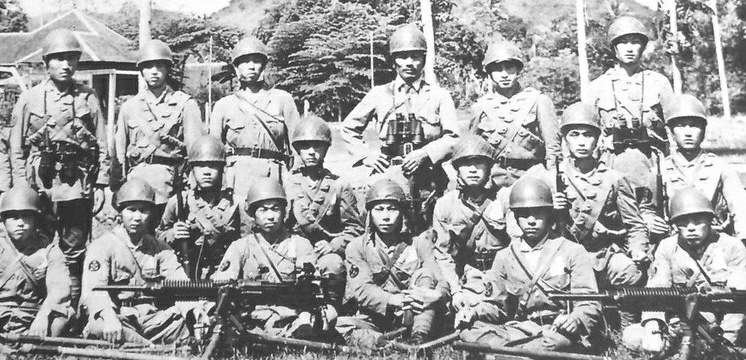
Foto di gruppo di paracadutisti della KTR nel gennaio 1942

Nei mesi successivi entrambe le formazioni di paracadutisti rimasero schierate nel settore delle Indie orientali in forza alla 2ª Flotta di spedizione meridionale (il comando della Marina giapponese incaricato delle operazioni nel Sud-est asiatico), ma senza essere coinvolte in altre azioni belliche; la 1ª KTR "Yokosuka" fece ritorno in Giappone nel maggio 1942, la 3ª KTR "Yokosuka" svolse ancora alcuni sbarchi incontrastati nelle isole orientali dell'arcipelago indonesiano per poi fare anch'essa rientro in patria nell'ottobre 1942.
Al loro rientro le due unità furono unite in un'unica formazione di paracadutisti sotto la designazione di 1ª KTR "Yokosuka". Ulteriori piani offensivi della Marina giapponese furono accantonati dopo le sconfitte riportate nelle battaglie del Mar dei Coralli e delle Midway, e pertanto la necessità di reparti paracadutisti venne meno; la 1ª KTR "Yokosuka" perse fondamentalmente il suo ruolo di unità aviotrasportata e fu ridotta a una comune unità di fanteria di marina. Nel giugno 1943 parte dell'organico dell'unità fu utilizzato per creare la 2ª KTR "Yokosuka", formazione schierata poi di guarnigione a Nauru dove rimase fino alla fine della guerra senza essere coinvolta in eventi bellici di sorta; i restanti 900 uomini della 1ª KTR "Yokosuka" furono inviati, nel settembre 1943, di guarnigione a Saipan. Un distaccamento di 200 uomini fu sottratto all'organico dell'unità e mosse verso la base di Rabaul, ma fu dirottato a Truk strada facendo e qui rimase fino alla capitolazione del Giappone.
Il contingente di circa 700 uomini della 1ª KTR "Yokosuka" dislocato a Saipan venne coinvolto, a partire dal 15 giugno 1944, negli eventi della battaglia di Saipan. Schierata nel settore centrale dell'isola alle spalle dell'abitato di Garapan, l'unità venne sorpresa dallo sbarco dei reparti statunitensi a sud del villaggio ma ricevette l'ordine di affluire al più presto per contrattaccare la testa di ponte nemica; mentre si spostava verso sud nella notte tra il 15 e il 16 giugno, la 1ª KTR entrò in contatto con elementi dispersi di reparti dell'Esercito giapponese che nel buio scambiò per nemici, dando origine a un violento scambio di colpi fratricida. L'incidente fece ritardare l'organizzazione del contrattacco giapponese, che prese quindi il via alle 03:30 del 17 giugno: appoggiata da alcuni carri armati dell'Esercito, la 1ª KTR "Yokosuka" attaccò il fianco sinistro della 2nd Marine Division statunitense solo per andare incontro a un diluvio di fuoco d'artiglieria e di armi d'appoggio riversato dalle postazioni nemiche; l'azione fu interrotta alle 07:00, quando i giapponesi si ritirarono lasciando molti caduti sul terreno. Elementi sparsi della 1ª KTR continuarono a combattere in lungo e in largo per Saipan fino alla completa conquista statunitense dell'isola il 9 luglio, venendo infine completamente annientati.

## Equipaggiamento

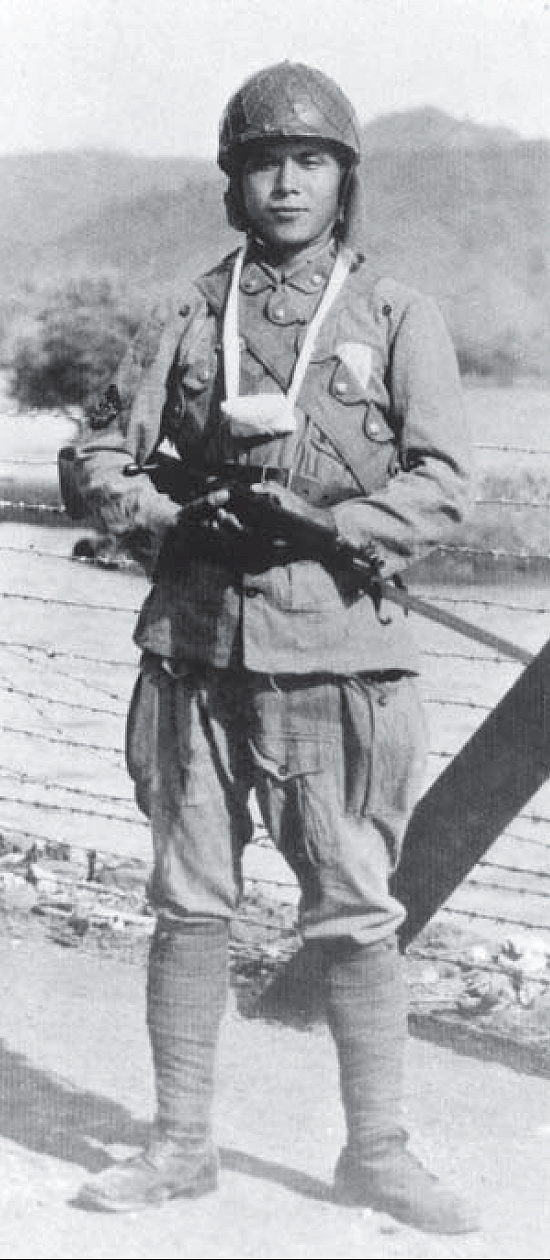
Un paracadutista della Marina imperiale in posa con il suo equipaggiamento

I paracadutisti della Marina imperiale giapponese portavano una particolare uniforme da lancio in due pezzi: una giacca che arrivava all'altezza dei fianchi, e pantaloni lunghi da portare dentro gli stivali alti da lancio in cuoio marrone o con le fasce mollettiere alte fino al ginocchio; l'uniforme era in colore verde oliva scuro, come il resto della KTR e a differenza dei reparti dell'Esercito che invece vestivano in cachi. Come copricapo veniva portato un berretto da campo con visiera e due ampi guanciali che coprivano i lati della testa e il collo; nei lanci di addestramento sopra di esso veniva portato un elmetto in cuoio grigioverde dotato di cinghie per legarlo sotto il mento, sostituito poi nei lanci di combattimento dal normale elmetto d'acciaio in uso ai reparti della KTR. Le munizioni erano portate in due bandoliere portate incrociate sul petto, mentre il resto dell'equipaggiamento era infilato negli ampi tasconi dell'uniforme.
I primi esperimenti di lancio vennero portati a termine con paracadute "a seggiolino" Type 97, ad apertura manuale e con cupola da 7,3 metri di diametro, l'equipaggiamento standard di sopravvivenza degli equipaggi dell'Aviazione di marina. L'apertura manuale fu però giudicata come troppo rischiosa in situazioni operative e il diametro della calotta troppo piccolo per sostenere un soldato completamente equipaggiato, e nel 1941 venne quindi prodotto un apposito paracadute per truppe aviotrasportate, il Type 1, adottato sia dall'Esercito che dalla Marina con piccole differenze: dotato di una calotta ampia 8,5 metri e divisa in 24 pannelli, il Type 1 era un paracadute dorsale che si apriva automaticamente dopo il lancio tramite una fune di 26 metri assicurata all'aereo.
I paracadutisti della Marina imperiale ricevettero come arma d'ordinanza la versione carabina del fucile Type 38; ogni plotone di fucilieri aveva in dotazione anche tre mitragliatrici leggere Type 96 e quattro lanciagranate Type 89, mentre il plotone mitragliatrici pesanti portava due Type 92 e l'unità anticarro due cannoni Type 94 da 37 mm. I giapponesi adottarono inizialmente lo stesso sistema dei tedeschi di lanciare separatamente uomini ed equipaggiamento (armi individuali e collettive, oltre a munizioni, viveri e dotazioni mediche), con quest'ultimo alloggiato in contenitori di alluminio e legno muniti di paracadute; gli uomini si lanciavano quindi solo con armi inseribili nelle tasche della tenuta da lancio: una pistola Type 94, una baionetta Type 30 e un paio di bombe a mano.